# Slag bij Heiligerlee (1568)

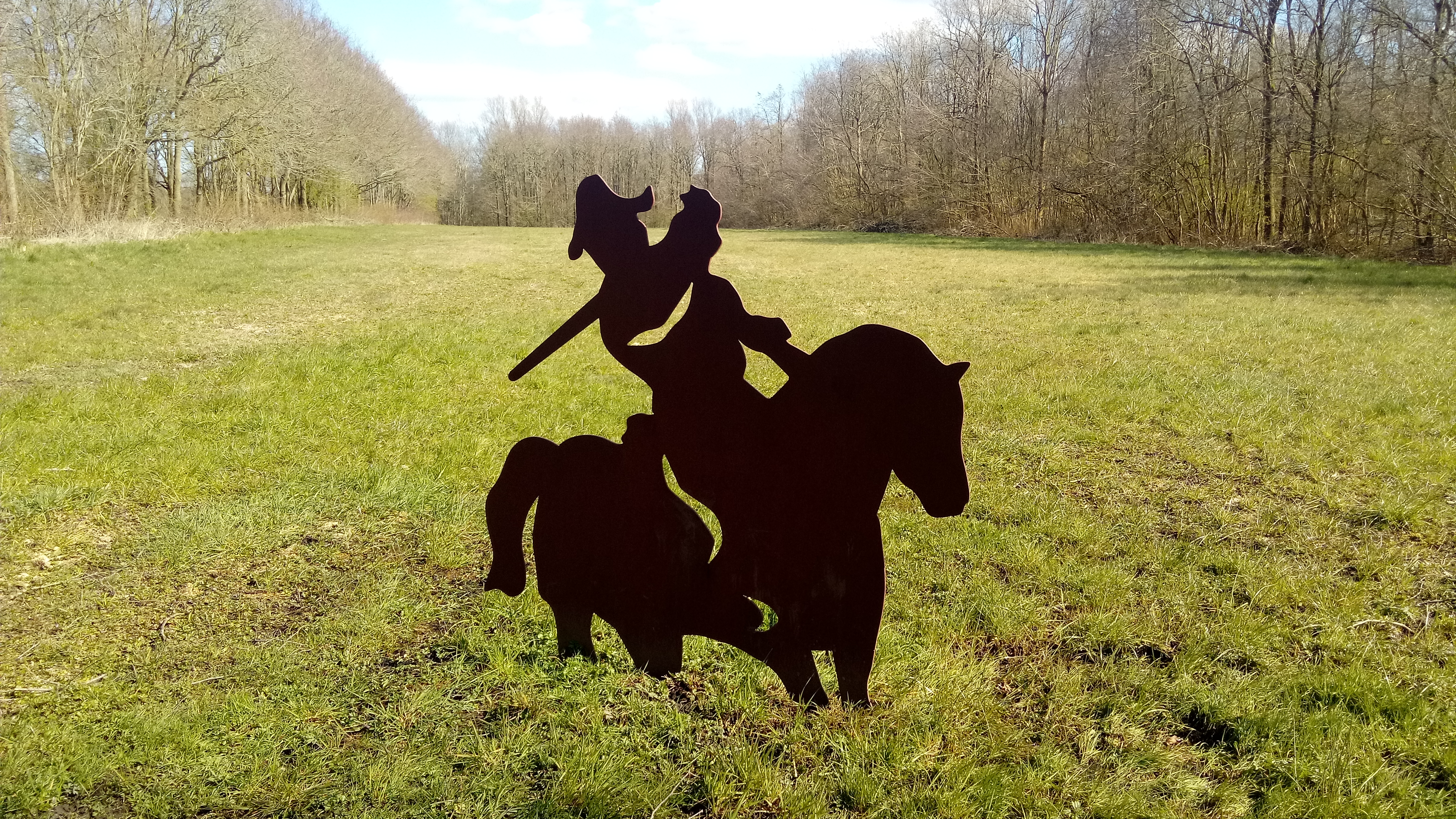
Metalen figuur, Beleefroute Slag bij Heiligerlee

De Slag bij Heiligerlee op 23 mei 1568 vond plaats tussen het leger van Lodewijk van Nassau en het Spaanse leger van koning Filips II. De veldslag vond plaats bij het plaatsje Heiligerlee, nabij Winschoten, in de heerlijkheid Groningen en eindigde met een overwinning van de opstandelingen in de Tachtigjarige Oorlog.

## Legers
- Staatsgezinden: 3.900 man infanterie en 200 man cavalerie, geleid door graaf Lodewijk van Nassau en graaf Adolf van Nassau, voornamelijk bestaande uit huurlingen en een kleine groep getrouwe zelfstandige landsheren uit Duitsland. De aantallen staatsgezinde troepen worden niet eenduidig in de bronnen weergegeven. Mogelijk gaat het om (veel) minder troepen.
- Spaansgezinden of koningsgezinden: 3.200 man infanterie en 200 man cavalerie, geleid door de stadhouder van Groningen, Jan van Ligne.

Aan het begin van de Tachtigjarige Oorlog waren de begrippen Staatsgezind en Spaansgezind nog niet in zwang, omdat Filips II toen nog werd gezien als wettig landsheer, ook door Willem van Oranje. Dat veranderde toen de bestuurders van Willem van Oranje, de Staten-Generaal, in 1581 de Spaanse vorst formeel afzwoeren. Spaansgezind en koningsgezind kwamen op hetzelfde neer. Men kan dus spreken van formeel gezag en opstandelingen, al is de volksopstand in Groningen uiteindelijk mislukt en kan men van het leger van graaf Lodewijk grotendeels spreken van huurlingen.

## Wat voorafging
Willem van Oranje had lang geaarzeld voor hij iets ondernam tot hulp aan de onderdrukte Nederlanden. Nog in maart 1567, tijdens de Slag bij Oosterweel, verhinderde hij vanuit Antwerpen het protestantse leger te hulp te komen. Maar zijn eigen behandeling, gecombineerd met dagelijkse verzoeken om hulp, veranderden zijn mening. Hij benaderde verscheidene Duitse vorsten om financiële hulp en verkocht 'zilverwerk, kleinodiën, tapijten en ander vorstelijk huissieraad'.
Hij vond François de Cocqueville, een edelman uit Normandië, bereid om met zeven- of achthonderd man vanuit Frankrijk een inval in het graafschap Artesië te doen, toen een van de Zeventien Provinciën, en in Henegouwen. De vrijwilligers waren overwegend hugenoten, de Franse vorm van protestantisme. Later in de oorlog richtten beide graafschappen de Unie van Atrecht (1579) op en stonden zo aan de wieg van de scheiding in zuidelijke en noordelijke Nederlanden.
De graaf van Hoogstraten zou langs de grote rivieren naar Opper-Gelre trekken. Willems broer, graaf Lodewijk van Nassau, zou in Friesland en Groningen een aanval ondernemen. Hijzelf zou in Brabant oprukken, zodra hij zou vernemen dat Alva zijn leger over deze drie invallen verdeeld zou hebben.
Als eerste wilde Willem van Oranje Roermond innemen. Een militie onder leiding van de graaf van Hoogstraten maakte zich op om het beleg uit te voeren, maar vanwege ziekte werd het bevel door Jan van Montigny overgenomen. Het beleg mislukte en de opstandelingen trokken naar Erkelenz om die stad te veroveren. Alva stuurde echter zijn leger bij het krieken van de dag naar de bij Dalheim slapende opstandelingen, die op 25 april 1568 in de Slag bij Dalheim hun eerste nederlaag leden. Jan van Montigny werd daarbij gevangengenomen.
Van de drie invallen werd die in het noorden het succesvolst. De Staatse huurlingen trokken bij Bellingwolde het land binnen en namen de Wedderborg, het bezit van de Spaanse stadhouder in Groningen, Jan van Ligne, bij diens afwezigheid in. De functie van stadhouder van de noordelijke provinciën vervulde hij vanuit Vollenhove. Daarnaast was hij heer van Westerwolde, sinds hij dit landschap samen met de Wedderborg in 1561 gekocht had.
Na de verovering van Wedde richtten de troepen van graaf Lodewijk zich op de stad Groningen om deze over te halen zich voor de opstand te verklaren, maar deze poging mislukte. De stad was al op 6 juni 1567 onder militaire druk en op advies van de Spaansgezinde luitenant van de Hoofdmannenkamer Johan de Mepsche ingenomen door troepen onder Blasius Vegersheim. Daaraan voorafgaand was de godsdienstvrijheid voor protestanten opgeheven en werden deze uit de stad verdreven. Graaf Lodewijk beschikte over onvoldoende financiële en militaire middelen om de stad Groningen te kunnen belegeren. Door middel van blokkades die hij ten noorden en oosten van de stad opwierp, probeerde hij, zonder succes, de stad af te snijden van de buitenwereld. Aan de zuid- en westzijde bleef de stad bereikbaar.
Ook de poging om de bevolking in opstand te krijgen tegen de landsheer liep op niets uit. De blokkades keerden zich tegen Lodewijk op het moment dat de troepen van Alva de voor Lodewijk belangrijke logistieke route naar Delfzijl afsloten. Het gevolg was dat na zes weken beleg de troepen van Alva naderden en Lodewijk niets anders restte dan te vluchten naar Oost-Friesland. Tijdens deze vlucht werden de troepen van graaf Lodewijk ter hoogte van Heiligerlee onderschept door Spaanse troepen.

## De veldslag

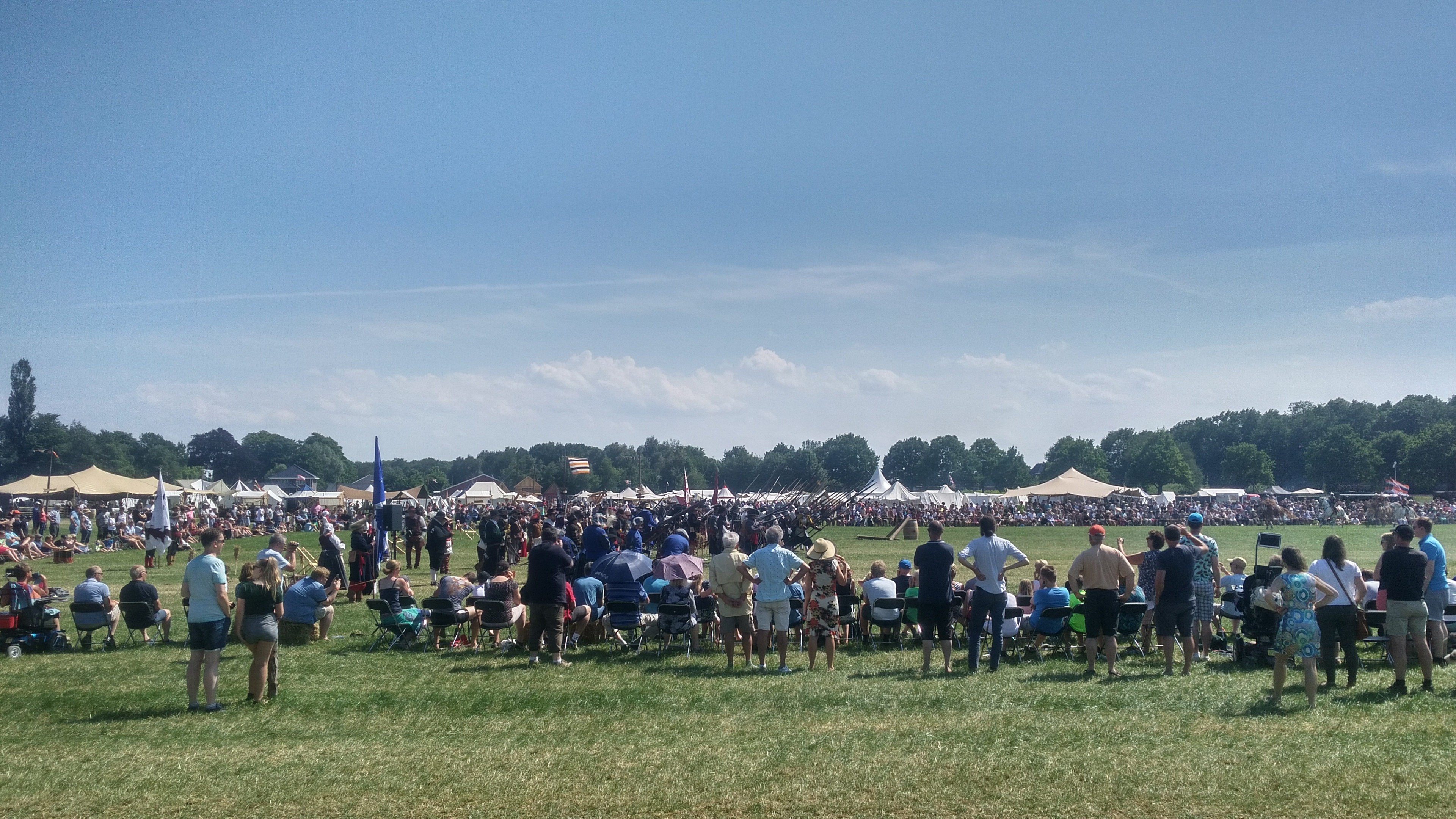
Slag bij Heiligerlee, reenactment, Scheemda (2018)

Op 23 mei verkeerde het Staatse leger in slechte toestand door honger en achterstallige soldijbetaling (een endemisch probleem in die tijd). Graaf Lodewijk wist ze echter toch nog een keer in de wapens te krijgen.
Toen Lodewijk van Nassau vernam dat zijn tegenstander tegen hem optrok, wist hij zijn troepen toch te motiveren en stelde hen op bij het klooster van Heiligerlee. Het terrein bevatte drie heuvels (garsten), op één hiervan stond het klooster. De andere twee kunnen de garsten van Westerlee en Napels geweest zijn. Achter de heuvels verschanste hij het merendeel van zijn troepen. Voor de heuvel met het klooster liep een weg, tussen de heuvels bevonden zich kuilen, ontstaan door turfwinning. Ook in deze kuilen werd infanterie verstopt. Tussen de weg en de heuvels bevond zich drassig land. De streek staat tegenwoordig nog bekend als Tranendal.
Met zijn ruiters ondernam Lodewijk van Nassau een aanval. Arenberg, die van plan was op meer versterkingen te wachten, werd verleid de Staatse ruiters te achtervolgen. De Staatse ruiters lokten het Spaanse leger over de weg tussen de heuvels door. De Spaanse troepen kwamen hierbij terecht in het drassige terrein tussen de heuvels, waar ze een gemakkelijke prooi werden voor de Waalse huurlingen, schutters in dienst van graaf Lodewijk.
Volgens sommige bronnen sneuvelde Adolf van Nassau bij de ruiteraanval op het Spaanse leger, volgens andere berichten nadat zijn paard op hol sloeg tijdens het hoofdgevecht en hij midden tussen de vijandelijke troepen belandde. De waarheid zal ergens tussen heroïek en pech hebben gelegen.
De verliezen aan Staatse zijde worden op 50 man geraamd, aan Spaanse zijde op 400-500 man. De Staatse troepen maakten ook 7 stukken geschut buit. Behalve het verlies van graaf Adolf sneuvelde ook de graaf van Arenberg. Beide edelen werden elders begraven. Waar het massagraf van alle gesneuvelde militairen zich bevindt, is niet bekend. Het stoffelijk overschot van graaf Adolf is waarschijnlijk meegenomen door de terugtrekkende militairen en uiteindelijk begraven in Emden. De gebouwen van het klooster in Heiligerlee werden door de troepen van graaf Lodewijk na vertrek in brand gestoken.

## De gevolgen

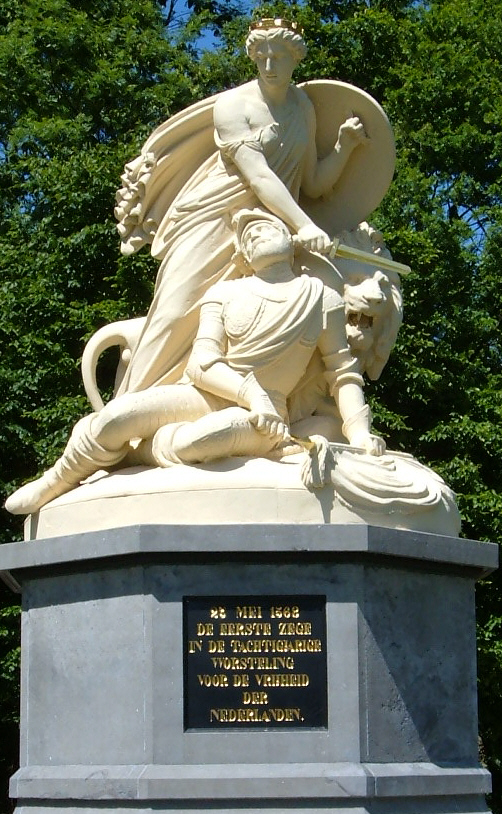
Monument uit 1868 ter herdenking van de Slag bij Heiligerlee. De Nederlandse maagd ontfermt zich over de stervende Adolf van Nassau.

Deze slag was een succesvolle militaire actie van de Nederlandse opstand. Als begin van de Tachtigjarige Oorlog geldt de voor de opstandelingen mislukte Slag bij Dalheim, een maand eerder op 23 april 1568. Hierbij telt ook mee dat de vrede in 1648 was gesloten. Was de vrede een jaar eerder gesloten, dan was mogelijk de Slag bij Oosterweel uit 1567 als het begin van de tachtigjarige oorlog beschouwd.
Het effect van de Slag bij Heiligerlee was beperkt. Door de op deze slag volgende nederlaag in de Slag bij Jemmingen leverde de overwinning geen strategisch voordeel op. De overwinnaars van de Slag bij Heiligerlee werden bij Jemgum grotendeels allemaal vermoord. Graaf Lodewijk kon op het laatste moment ontkomen door de Eems over te zwemmen, om zo terug te keren bij zijn beginpunt Emden. Het veroverde gebied was zeer tijdelijk in handen van Willem van Oranje geweest, de aanval op Groningen was mislukt, zijn broer Adolf was gesneuveld en van zijn leger was zo goed als niets meer over.
De dood van Adolf van Nassau wordt in het 4e couplet van het Wilhelmus gememoreerd:
Graef Adolff is ghebleven, In Vriesland in den slaech.
De herinnering aan de slag kreeg voor het eerst vorm in de negentiende eeuw, toen in 1826 een eerste eenvoudige gedenknaald (obelisk) werd geplaatst. In 1868 kregen de herdenkingen een meer nationale invulling. In 1873 werd het huidige Graaf Adolfmonument door koning Willem III onthuld. In Heiligerlee is tegenwoordig een museum over de geschiedenis van de slag.
In de sokkel van het monument zijn de volgende teksten geschreven:
25 mei 1568 De eerste zege in de Tachtigjarige Worsteling voor de vrijheid der Nederlanden.
Graaf Adolf van Nassau bleef in den roemrijken slag.
25 mei 1868 Door het nageslacht den vaderen gewijd.

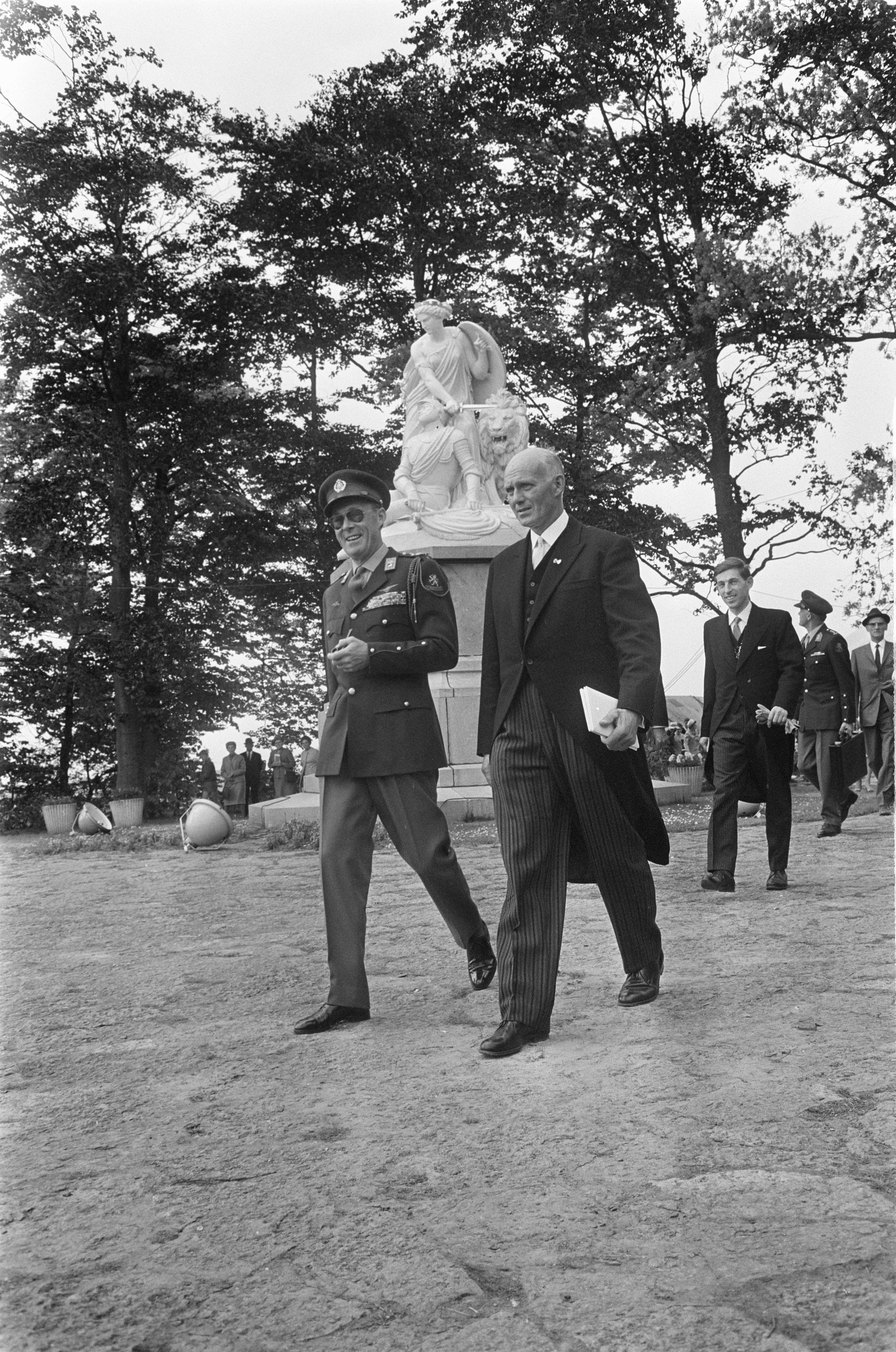
Herdenking van de Slag bij Heiligerlee met prins Bernhard, 400 jaar nadien

Het monument en het parkje waarin het zich bevindt zijn eigendom van de Staat (Rijksgebouwendienst).